# R-297 (Rusland)
De R-297 of Amoer (Russisch: Р-297 Амур) is een regionale weg in Rusland. De weg is onderdeel van de Trans-Siberische weg tussen Moskou en Vladivostok, en loopt tussen Tsjita en Chabarovsk en is vernoemd naar de gelijknamige rivier. De weg is 2097 kilometer lang. Tot 2011 heette de weg M-58.

## Geschiedenis
De R-297 is in 2004 opengesteld, en geeft de mogelijkheid om het hele jaar door in het zuiden van Siberië te reizen. Sommige delen zijn nu nog niet verhard, maar rond 2010 moet het hele traject geasfalteerd zijn. De weg is ontworpen met een breedte van zeven meter, en per dag zullen ongeveer 3000 voertuigen, met een gemiddelde snelheid van 100 kilometer per uur, gebruikmaken van het traject. De zijtak tussen Belogorsk en Blagovesjtsjensk is al in 1949 aangelegd, en gereconstrueerd van 1998 tot 2001.

## Verloop
De R-297 begint aan de ringweg van Tsjita, en voert door een zeer afgelegen gebied ten noorden van de Chinese grens langs. Halverwege slaat de A-360 af richting Jakoetsk, 1200 kilometer naar het noorden. 1450 kilometer ten oosten van Tsjita komt men langs Belogorsk, eerste stad. Nog eens 483 kilometer verderop komt men bij de stad Birobidzjan. Uiteindelijk komt men over een 2590 meter lange brug over de Amoer de stad Chabarovsk binnen, eindpunt van de Amurautoweg, en beginpunt van de A-370 naar Vladivostok. De Amoer gaat over in de ringweg van Chabarovsk, die met een lengte van twaalf kilometer alleen rondom het noordelijke gedeelte van de stad loopt.